# ناصیف الیاس
ناصیف الیاس (انگلیسی: Nacif Elias؛ زادهٔ ۲۹ سپتامبر ۱۹۸۸) جودوکار اهل لبنان است.